# Arachnocephalus shackeltoni
Arachnocephalus shackeltoni är en insektsart som beskrevs av Lucien Chopard 1917. Arachnocephalus shackeltoni ingår i släktet Arachnocephalus och familjen Mogoplistidae. Inga underarter finns listade i Catalogue of Life.